# همسک
همسک یا عروس سرسبز بافق از روستاهای زیبای شهرستان بافق است
این روستا قدمت زیادی دارد و به زمان سلجوقیان برمیگردد
اولین صاحب این روستا وزیر اعظم یکی از پادشاهان سلجوقی بود بعدها کدخدا و بزرگ این روستا مردی بنام ابوالحسن آقا بابا بوده
اب این روستا به چشمه زمزم بافق معروف است و قدیمی ترها برای بهبود حالشان در این چشمه اب تنی می‌کردند
در این روستا منابعی از طلا وجود دارد
در یکی از خانه‌های این روستا صندلی سلطنتی سلجوقی وجود دارد
از خانواده‌ معروف و اصیل این روستا می‌توان به ناظری اشاره کرد و دیگر خانواده های معروف این روستا میتوان به . سلیمانی. یزدانی. آقابابایی و… اشاره کرد
زبان همسکی تنها زبان باقی مانده از زمان ساسانیان می باشد و یک اثر بین المللی است.

## جمعیت
این روستا در حوالی دهستان کوشک قرار دارد و براساس سرشماری مرکز آمار ایران در سال ۱۳۸۵، جمعیت آن ۱۲ نفر (۵خانوار) بوده‌است.